# Liechtensteiński Związek Narciarski
Liechtensteiński Związek Narciarski (niem. Liechtensteinischer Skiverband) - liechtensteińskie stowarzyszenie kultury fizycznej pełniące rolę liechtensteińskiej federacji narodowej w biegach narciarskich, kombinacji norweskiej, narciarstwie alpejskim, narciarstwie dowolnym oraz (dawniej) skokach narciarskich.
Związek jest członkiem Międzynarodowej Federacji Narciarskiej (FIS). Do jego celów statutowych należy promowanie, organizowanie i rozwój narciarstwa w Liechtensteinie m.in. poprzez szkolenia zawodników i instruktorów i organizację zawodów.